# Parc technologique de Hoa Lac
Le parc de technolique de Hoa Lac (vietnamien : Khu Công nghệ cao Hòa Lạc) est un parc scientifique situé dans le District de Thach That à Hanoï au Viêt Nam.

## Présentation
En 2020, Hoa Lac Hi-tech Park est le plus grand parc de haute technologie au Vietnam avec une superficie totale de 1 586 ha. 
Situé à 29 km du centre de Hanoï, et à 47 km de l'aéroport international de Nội Bài, le parc Hoa Lac doit devenir une technopole de plus de 200 000 habitants.
Les principales zones du parc sont:
| Zone                                     | Superficie | Fonction | Réf. |
| ---------------------------------------- | ---------- | --- | ---- |
| Parc des logiciels (Software Park)       | 55,93 ha   | Accueille les entreprises opérant dans le développement et la vente de logiciels et les services liés aux technologies de l'information.                                                                                  |      |
| Zone de R&D                              | 263,15 ha  | située autour du Software Park, est le lieu des laboratoires de recherche et développement. |      |
| Éducation et de formation                | 123,53 ha  | Située au nord à côté de l'autoroute 21, est le lieu des universités et des établissements de formation professionnelle.                                                                                                  |      |
| Parc des Industries de haute technologie | 391,01 ha  | Située au sud du parc, pour les usines de produits de haute technicité et les entrepôts sous douane. |      |
| Zone centrale                            | 43,14 ha   | Zone des services généraux du parc: Bâtiments administratifs, bureaux, maisons, palais des congrès, centres d'information, centres de présentation de produits, musées, bureaux de poste, hôtels, restaurants, banques... |      |
| Zone mixte                               | 80,12 ha   | Zone de services multifonctionnelle qui fournit des services, notamment: des logements, des commerces, restaurants, hôtels, soins de santé, jardins d'enfants, écoles primaires, collèges, lycées.                        |      |
| Zone résidentielle                       | 75,50 ha   | comprend les zones de logement (villas, appartements) et des services publics. |      |
| Zone de loisirs                          | 32,92 ha   | Centres sportifs, cinémas, restaurants, centres de divertissement, parcs.. |      |
| Lac Tan Xa                               | 150,77 ha  | Zone écologique, paysagée |      |
| Infrastructures clés                     | 220,55 ha  | Routes, infrastructures et des pôles d'infrastructures techniques tels que : administration du parc, station d'alimentation en eau, traitement des eaux usées, centrale électrique...                                     |      |
| Espaces verts                            | 149,37 ha  | Aménagement paysager du parc. |      |

## Galerie

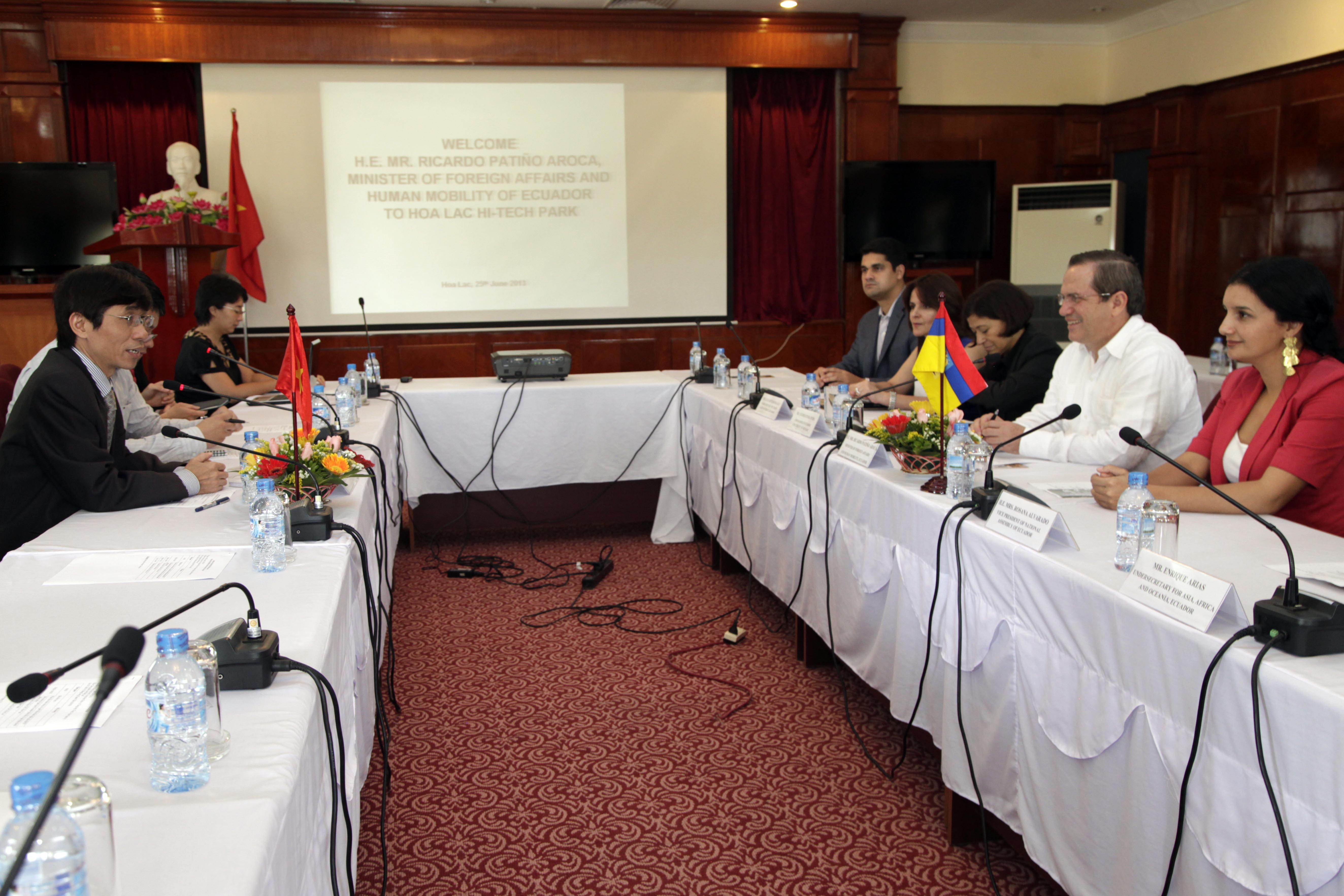
Réception d'une délégation en 2013.
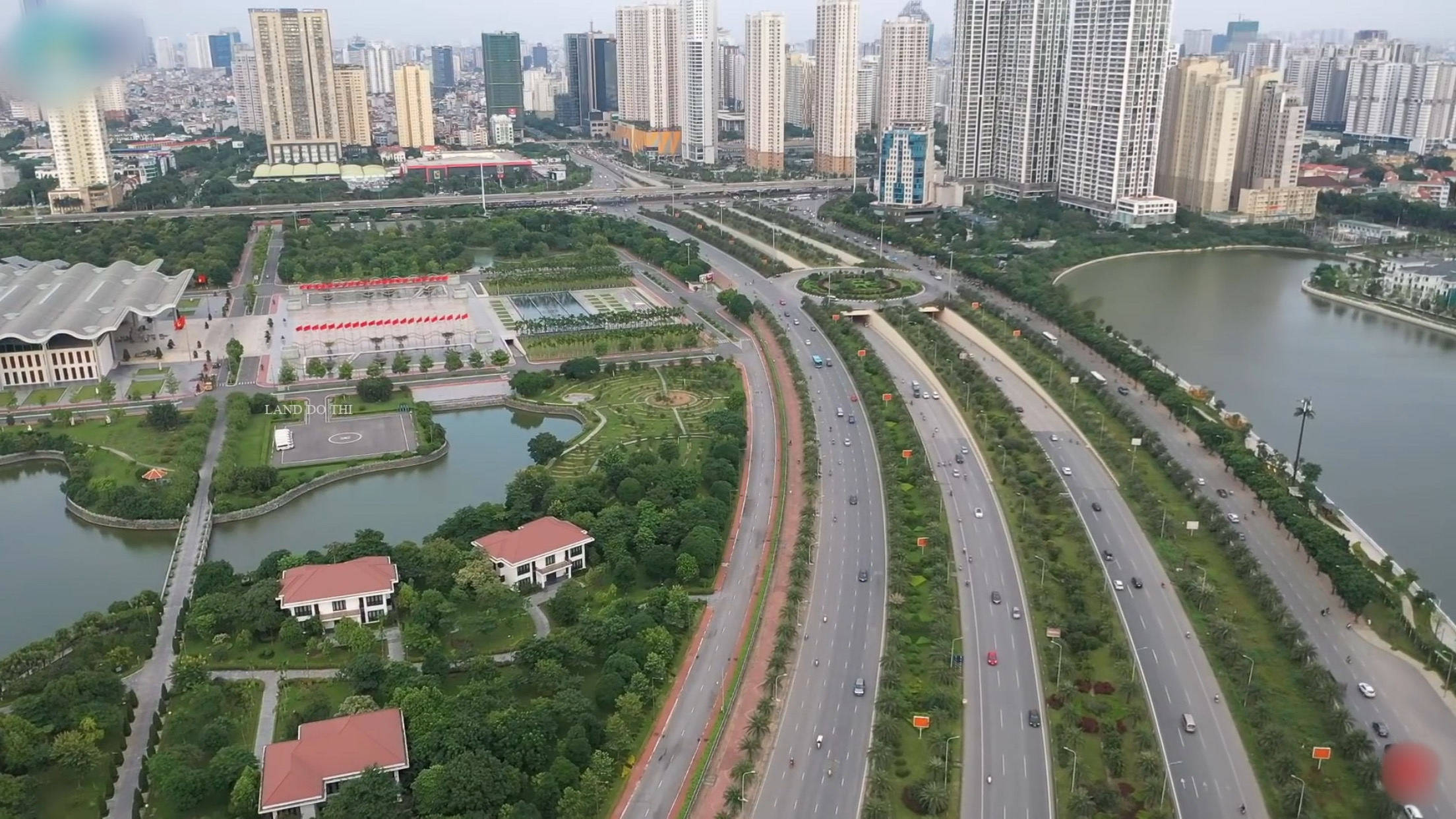
Le Boulevard Thăng Long (vi)  menant à Hoa Lac.